# Franciscus Maurolicus

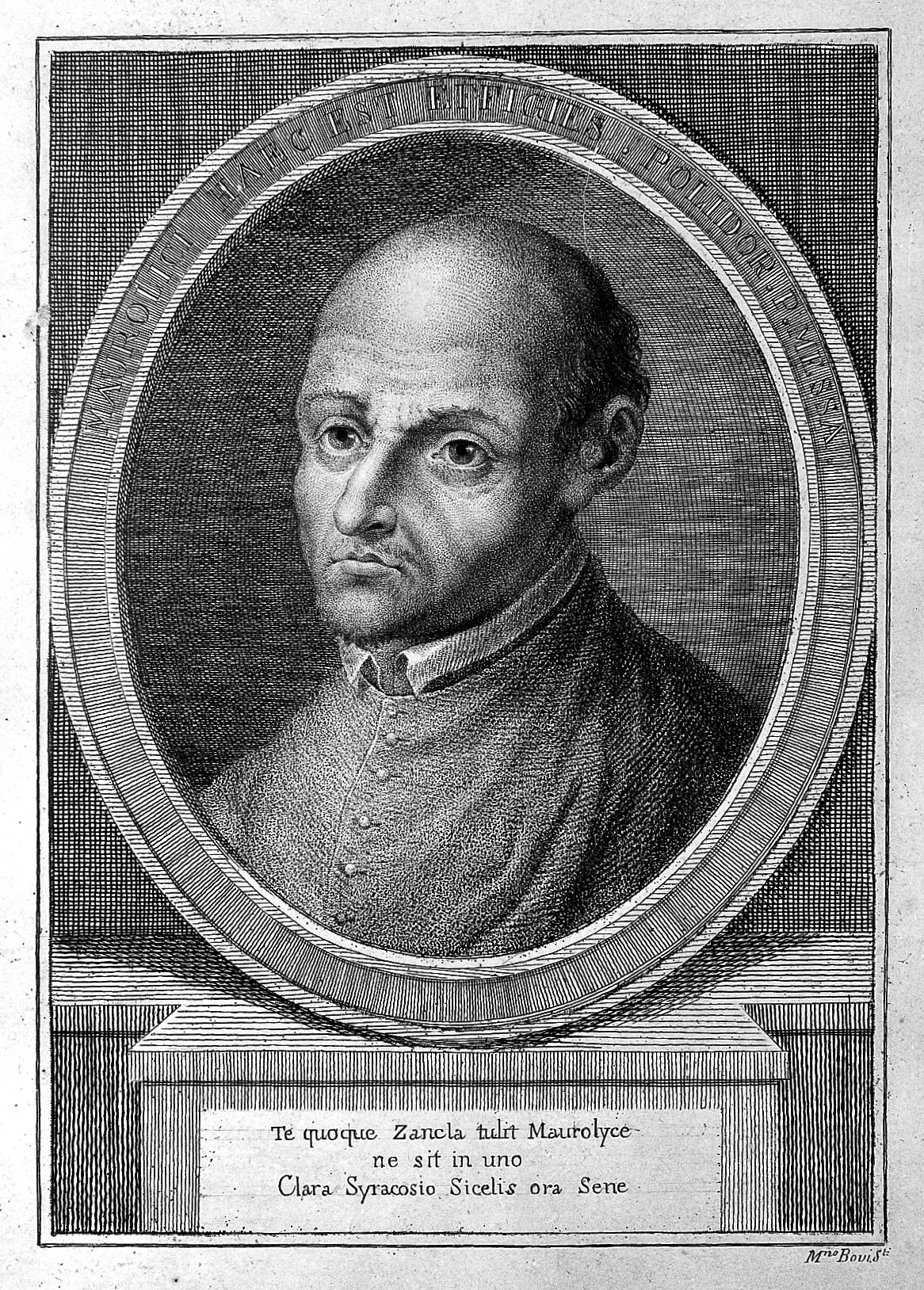
Francesco Maurolico

Franciscus Maurolicus (* 16. September 1494 in Messina; † 21./ 22. Juli 1575 bei Messina; auch Francesco Maurolico, griech. Frangiskos Maurolykos) war Abt und ein bedeutender Universalgelehrter des 16. Jahrhunderts.

## Leben

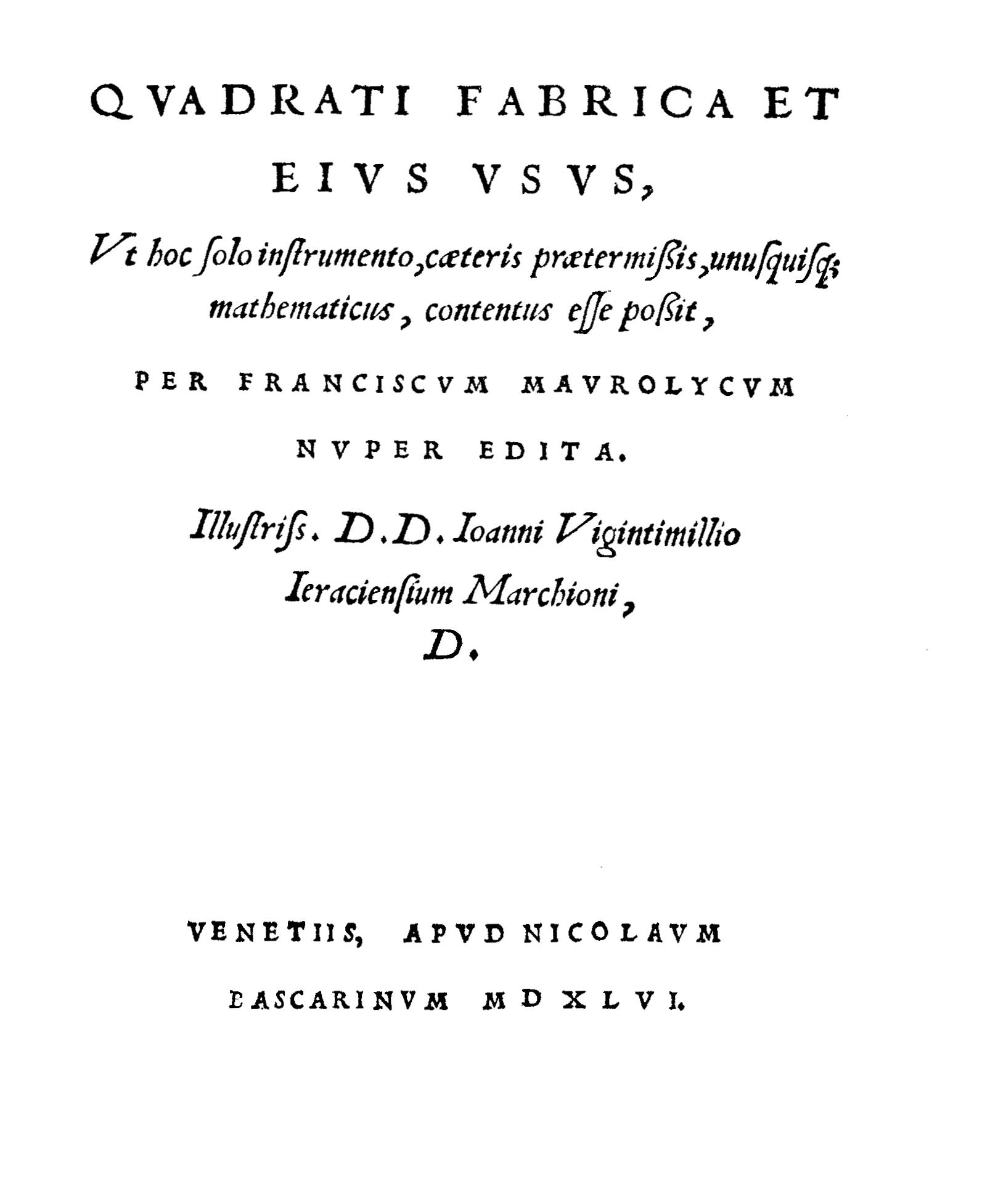
Quadrati fabrica et eius usus, 1546

Er kam in einer griechischen Familie zur Welt, die nach der Eroberung Konstantinopels durch die Türken nach Sizilien geflüchtet sein soll, wie sein erster Biograph, ein gleichnamiger Neffe, behauptet. Dies ist allerdings unrichtig, da die Familie Mauroli seit der Zeit der Sizilianischen Vesper in Messina nachweisbar ist. Sein Vater Antonio Mauroli war Münzmeister in Messina, die Mutter stammte aus der Messineser Familie Spatafora, die seit Beginn des 15. Jahrhunderts dem venezianischen Adel angehörte und häufig den venezianischen Konsul in Messina stellte. Grundkenntnisse in Griechisch und Astronomie vermittelte ihm sein Vater, der Schüler von Konstantin Laskaris gewesen war. 1521 wurde Francesco vom Erzbischof Antonio De Lignamine zum Priester geweiht, neben kirchlichen Pfründen wie im Basilianerkloster San Nicandro trug Privatunterricht in Grammatik und Rhetorik zum Lebensunterhalt bei und ermöglichte ihm seine wissenschaftlichen Studien. Von 1528 bis 1532 unterrichtete er im Auftrag der Stadt Messina Mathematik und Geometrie im Karmelitenkloster. Anfang der 1520er Jahre hat Francesco selbst den Familiennamen Mauroli nach Art der Humanisten zu Maurolycus umgeformt, wohl in Anlehnung an den sizilianischen Historiker und Dichter Lykos. Als Giovanni Ventimiglia 1540 Stratigote von Messina wurde, begann die freundschaftliche und für Maurolico förderliche Verbindung mit der Familie der Marchesi von Gerace, die bis zum Tode von Giovannis Sohn Simone andauern sollte.
Der Benediktiner-Abt aus Messina wurde als größter Geometer seiner Zeit angesehen und war zudem Astronom, Architekt und Historiker. Ab 1569 war Maurolicus Professor an der historischen Universität Messina.
Maurolicus war Bearbeiter und Herausgeber antiker Mathematiker (u. a. Archimedes, Apollonios von Perge). Sein bedeutendstes Werk ist das 1575 veröffentlichte Buch Arithmeticorum Libri Duo. Darin führte er erstmals einen Beweis mit Hilfe der vollständigen Induktion.
Der Mondkrater Maurolycus ist nach ihm benannt.

## Schriften
- Cosmographia 1543
- Arithmeticorum Libri Duo, Venedig 1575 (mit musiktheoretischen Auszügen aus dem Werk des Boethius)
- Photismi de lumine et umbra 1611 (verfasst 1521)